# سرفايفر سيريس (1993)
سرفايفر سيريس 1993 (بالإنجليزية: Survivor Series (1993))‏ هو عرض مصارعة محترفة من فئة الدفع مقابل المشاهدة وهو العرض السابع من سلسلة عروض سرفايفر سيريس. عُرض في 24 نوفمبر 1993 في مدينة بوسطن بولاية ماساتشوستس.

## وصلات خارجية
- Official Survivor Series website